# Caggiano
Caggiano là một đô thị (comune) thuộc tỉnh Salerno trong vùng Campania của Ý. Caggiano có diện tích 35 km2, dân số là 2871 người (thời điểm ngày 1 tháng 5 năm 2009).